# Reinaldo Moraes
Reinaldo Moraes (São Paulo, 18 de Janeiro de 1950) é um escritor, roteirista, cronista e tradutor brasileiro.
É graduado em administração pela Fundação Getúlio Vargas.
Estreou na literatura em 1981 com o romance Tanto faz, livro que se tornaria cultuado por diversas gerações de leitores. Em 1985 lançou Abacaxi, continuação de seu livro de estreia. Ambos foram reeditados em um único volume pelo selo Má Companhia, da editora Companhia das Letras. Depois dos primeiros romances, o autor fez uma pausa na literatura e ficou quase duas décadas sem publicar ficção. Voltou às prateleiras com a narrativa infanto-juvenil A órbita dos caracóis (2003), seguido pelo volume de contos Umidade (2005).
Em 2009, Moraes lançou Pornopopéia (Objetiva), considerado pela crítica seu melhor livro. O romance de quase quinhentas páginas é uma viagem alucinada pelo underground paulistano, protagonizado por um cineasta fracassado que faz vídeos institucionais para sobreviver. Colaborou mensalmente para a revista Status, com crônicas que foram reunidas no volume Cheirinho do amor (2014)
Na televisão, co-escreveu, ao lado de Mário Prata e Dagomir Marquezi, a novela Helena, exibida em 1987 pela Rede Manchete e livremente adaptada da obra de Machado de Assis. Também colaborou como roteirista nas novelas O campeão e Bang Bang. No cinema, foi roteirista dos filmes Tainá e Dom.
Já traduziu autores como William S. Burroughs, Charles Bukowski, Thomas Pynchon, Jean Cocteau e Edmund White.
No início da década de 1970, trabalhou como fotografo, tendo sido o autor da polêmica foto de capa do disco Todos os Olhos do Tom Zé.
Apresentou aos sábados o programa "Fogo no Rádio" na Rádio Uol, junto com o cartunista Caco Galhardo. Foi colunista do jornal online Nexo.

## Títulos
- Tanto Faz, 1981
- Abacaxi, 1985
- A Órbita dos Caracóis, 2003
- Estrangeiros Em Casa, 2004 (em parceria com o fotografo Roberto Linsker)
- Umidade - Histórias, 2005
- Barata - Ilustrações Luli Penna, 2007
- Pornopopéia, 2009
- O Cheirinho do Amor - crônicas safadas, 2014
- Maior que o mundo, 2018

## Relançamentos
- Tanto faz / Abacaxi (lançados juntos pelo Selo Má Companhia da Companhia das Letras, 2011)
- Pornopopéia (edição de bolso - Ponto de Leitura, 2011)